# プルガ (アンダマン神話)
プルガ（Pūluga, Puluga, Pulugu）は、アンダマン諸島の先住民の宗教（アンダマン神話）に登場する創造神、雷神である。
アンダマン神話によれば、プルガは世界を創造したのち、最初の人間としてトモ (Tomo) という名の人間を創造した。
また、創造時に与えられた命令を人々が怠るようになったとき、プルガは人々の下を訪れるのを止めた。そして、さらなる警告もなく、プルガは壊滅的な洪水を送り込んだ。4人の人間のみがこの洪水を生き残った。2人の男性、 Loralola と Poilola に、2人の女性、 Kalola と Rimalola である。彼らが陸に上がったとき、彼らは火を失ったことと、すべての生き物が滅んでしまったことに気付いた。プルガはその後、動物や植物を再創造したが、さらなる指示を与えた様子はなく、生存者に火を返すこともなかった。
プルガは Marakele （アンダマン諸島）の森のあらゆる富を創造した。現在、ストレイト島に住むアンダマン人の数が減少する中で、プルガへの崇敬の念は忘れ去られつつあるようにみえる。